# Scopelarchoides nicholsi
Scopelarchoides nicholsi är en fiskart som beskrevs av Parr 1929. Scopelarchoides nicholsi ingår i släktet Scopelarchoides och familjen Scopelarchidae. Inga underarter finns listade i Catalogue of Life.